# コペンハーゲン
コペンハーゲン（ドイツ語: Kopenhagen [kopənˈhaːgən]）、クブンハウン（ケブンハウン）（デンマーク語: København 発音 [kʰøb̥m̩ˈhɑʊ̯ˀn] ( 音声ファイル)）は、デンマークの首都。デンマーク最大の都市で、自治市の人口は81万人。市名はデンマーク語の"Kjøbmandehavn"（商人たちの港）に由来する。「北欧のパリ」と称される。

## 概説
コペンハーゲンはデンマーク東部のシェラン島東端に位置しコペンハーゲン湾に面する港湾都市である。湾はシェラン島とアマー島との間の水道の北端部でもありエーレスンド海峡に面している。
海峡対岸はスウェーデンスコーネ県のマルメ市、ルンド市で、道路・鉄道橋／トンネルであるオーレスン・リンクによって繋がる。それらを含めた都市圏人口は190万人に達し、北ヨーロッパ最大級の都市圏である（エーレスンド地域）。
日本の民間研究所が2016年に発表した「世界の都市総合力ランキング」では、世界19位と評価された。一方、アメリカのシンクタンクが2016年に発表した世界都市ランキングでは世界42位と評価された。

## 歴史
コペンハーゲンのあるシェラン島周辺は、古代ローマ時代にはハフニア (Hafnia) と呼ばれたが、辺境の地の島とみなされていた。
都市としてのコペンハーゲンの起源は、1000年ころスヴェン1世とその息子クヌート大王によって良港として発見されたのが最初である。
最初期の港の位置はコペンハーゲン湾奥部（シェラン島とアマー島との間の水道）の現在のホイブロ広場にあり、目の前には小島（スロッツホルメン島）があった。エーレスンド海峡に臨む港は漁港から次第に商業の要衝へ発展を始めた。
1167年にロスキレ司教アブサロンはスロッツホルメン島に城塞を築き、都市建設の始まりとされる。これはデンマーク王による国内統治強化とも連携していた。1254年にはヤーコプ・エルランドセン司教から都市の特許を受けた。しかしハンザ同盟と対立し市街地および城塞は度重なる攻撃を受けた。1417年に城塞はロスキレ司教からデンマーク王の所有へ移り、王国の主要都市となっていき、近世には首都となる。
1658年から1659年に、カール10世指揮下のスウェーデン軍に包囲され降伏した（北方戦争中の氷上侵攻）。
1801年に、デンマーク艦隊と英国艦隊（パーカー提督指揮）との海戦がコペンハーゲン湾内で行われ、デンマーク艦隊は撃破された（コペンハーゲンの海戦）。また、1807年、英国遠征軍がコペンハーゲンを砲撃し、旧市街に甚大な被害が出た。
1850年代までに旧市街を囲んでいた城壁は取り壊された。これにより旧市街の衛生状態も改善した。
第二次世界大戦中の1940年4月9日早朝、ドイツ軍が国境を越えて侵攻すると、コペンハーゲンは当日の午前中のうちに占領された。デンマークは占領軍と協力し「モデル被占領国」となった。1943年8月、協力は崩壊し「抵抗の時代」が始まった。デンマーク軍は何隻かの船をコペンハーゲン湾に沈め、ドイツ軍を妨害した。1945年5月4日にコペンハーゲンは解放された。
2000年にオーレスン・リンクが開通し、エーレスンド海峡をまたいで、スウェーデンのマルメと鉄道及び道路で結ばれた。

## 気候
ケッペンの気候区分によると、コペンハーゲンの気候は西岸海洋性気候（Cfb）に属する。
北緯55度に位置するにもかかわらず、北大西洋海流の影響により、冬季の気温が高い。低緯度である北緯35度から北緯40度に位置する飛騨地方や長野県、東北地方よりも冬季の日平均気温と平均最低気温が高く、降雪量も少ない。
| コペンハーゲン（1991～2020）の気候 | コペンハーゲン（1991～2020）の気候 | コペンハーゲン（1991～2020）の気候 | コペンハーゲン（1991～2020）の気候 | コペンハーゲン（1991～2020）の気候 | コペンハーゲン（1991～2020）の気候 | コペンハーゲン（1991～2020）の気候 | コペンハーゲン（1991～2020）の気候 | コペンハーゲン（1991～2020）の気候 | コペンハーゲン（1991～2020）の気候 | コペンハーゲン（1991～2020）の気候 | コペンハーゲン（1991～2020）の気候 | コペンハーゲン（1991～2020）の気候 | コペンハーゲン（1991～2020）の気候 |
| 月                                 | 1月                                | 2月                                | 3月                                | 4月                                | 5月                                | 6月                                | 7月                                | 8月                                | 9月                                | 10月                               | 11月                               | 12月                               | 年                                 |
| ---------------------------------- | ---------------------------------- | ---------------------------------- | ---------------------------------- | ---------------------------------- | ---------------------------------- | ---------------------------------- | ---------------------------------- | ---------------------------------- | ---------------------------------- | ---------------------------------- | ---------------------------------- | ---------------------------------- | ---------------------------------- |
| 最高気温記録 °C （°F）             | 10.9 (51.6)                        | 14.3 (57.7)                        | 18.9 (66)                          | 26.1 (79)                          | 29.2 (84.6)                        | 32.7 (90.9)                        | 33.0 (91.4)                        | 31.6 (88.9)                        | 29.8 (85.6)                        | 23.2 (73.8)                        | 17.8 (64)                          | 12.4 (54.3)                        | 33 (91.4)                          |
| 平均最高気温 °C （°F）             | 3.6 (38.5)                         | 3.9 (39)                           | 6.9 (44.4)                         | 12.2 (54)                          | 16.9 (62.4)                        | 20.1 (68.2)                        | 22.6 (72.7)                        | 22.4 (72.3)                        | 18.1 (64.6)                        | 12.6 (54.7)                        | 8.0 (46.4)                         | 4.8 (40.6)                         | 12.7 (54.9)                        |
| 日平均気温 °C （°F）               | 1.7 (35.1)                         | 1.7 (35.1)                         | 3.7 (38.7)                         | 7.9 (46.2)                         | 12.4 (54.3)                        | 15.8 (60.4)                        | 18.2 (64.8)                        | 18.2 (64.8)                        | 14.6 (58.3)                        | 10.0 (50)                          | 6.0 (42.8)                         | 3.0 (37.4)                         | 9.4 (48.9)                         |
| 平均最低気温 °C （°F）             | −0.5 (31.1)                        | −0.5 (31.1)                        | 0.8 (33.4)                         | 4.1 (39.4)                         | 8.3 (46.9)                         | 11.8 (53.2)                        | 14.2 (57.6)                        | 14.5 (58.1)                        | 11.5 (52.7)                        | 7 (45)                             | 3.9 (39)                           | 0.8 (33.4)                         | 6.3 (43.3)                         |
| 最低気温記録 °C （°F）             | −24.2 (−11.6)                      | −20.0 (−4)                         | −18.5 (−1.3)                       | −8.8 (16.2)                        | −3.4 (25.9)                        | 1.0 (33.8)                         | 4.0 (39.2)                         | 0.6 (33.1)                         | −3.2 (26.2)                        | −7.0 (19.4)                        | −15.2 (4.6)                        | −16.0 (3.2)                        | −24.2 (−11.6)                      |
| 降水量 mm （inch）                 | 37.3 (1.469)                       | 23.2 (0.913)                       | 23.0 (0.906)                       | 22.7 (0.894)                       | 34.1 (1.343)                       | 43.0 (1.693)                       | 44.3 (1.744)                       | 55.9 (2.201)                       | 49.7 (1.957)                       | 40.1 (1.579)                       | 39.6 (1.559)                       | 37.7 (1.484)                       | 450.6 (17.742)                     |
| [ 要出典 ]                         |                                    |                                    |                                    |                                    |                                    |                                    |                                    |                                    |                                    |                                    |                                    |                                    |                                    |

## 経済
同国の経済の中心であり、世界的な海運会社A.P. モラー・マースク、ビール会社のカールスバーグ、製薬会社ノボノルディスクの本社などが置かれている。

## 文化

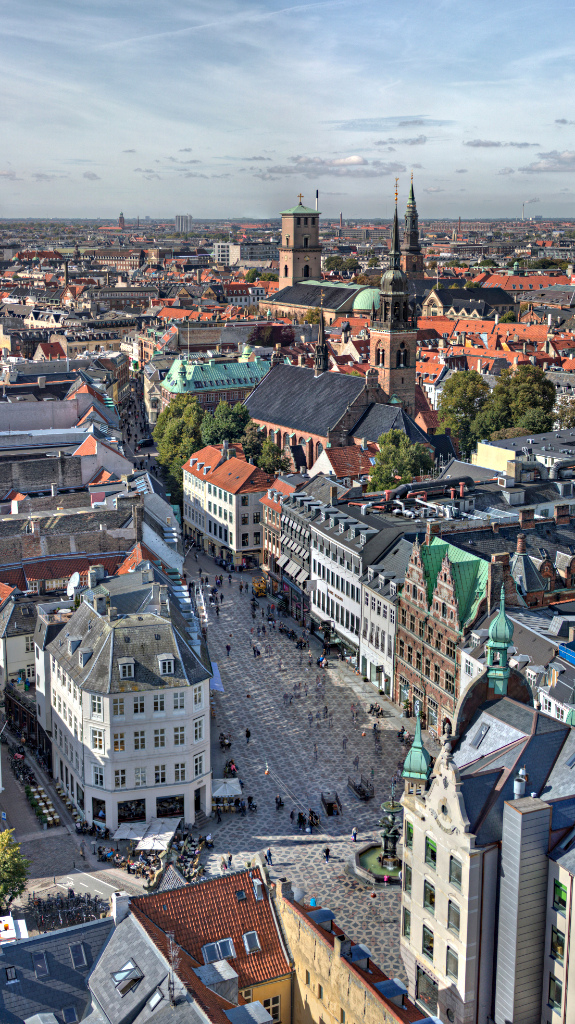
ストロイエのアマー広場

ストロイエ（Strøget）は、コペンハーゲン中心の旧市街を東西に貫く約1kmの歩行者通りの繁華街で、1961年に歩行者専用となった。コペンハーゲン旧市街の広大な歩行者道路網はこの40年で建築家兼大学教授であるヤン・ゲールの手によって発達した。また、『コペンハーゲン・ジャズ・フェスティバル』は有名な年中行事の一つである。
1996年の欧州文化都市（現：欧州文化首都）に選出された。将来的なカーボン・ニュートラル計画、自転車レーンの構築などの環境政策などが評価され、2012年6月には2014年の欧州環境首都にも選出された。さらに男女同権、性差における対等性（Sexual Equality）はデンマークでは高い優先順位が与えられている。
近年ではeスポーツが盛んであり、2022年7月14日にはFIFAeワールドカップがコペンハーゲンで初めて開催されている。なお、デンマークは過去に2度優勝を果たしている強豪国でもある。

### 文化施設
- 王立劇場

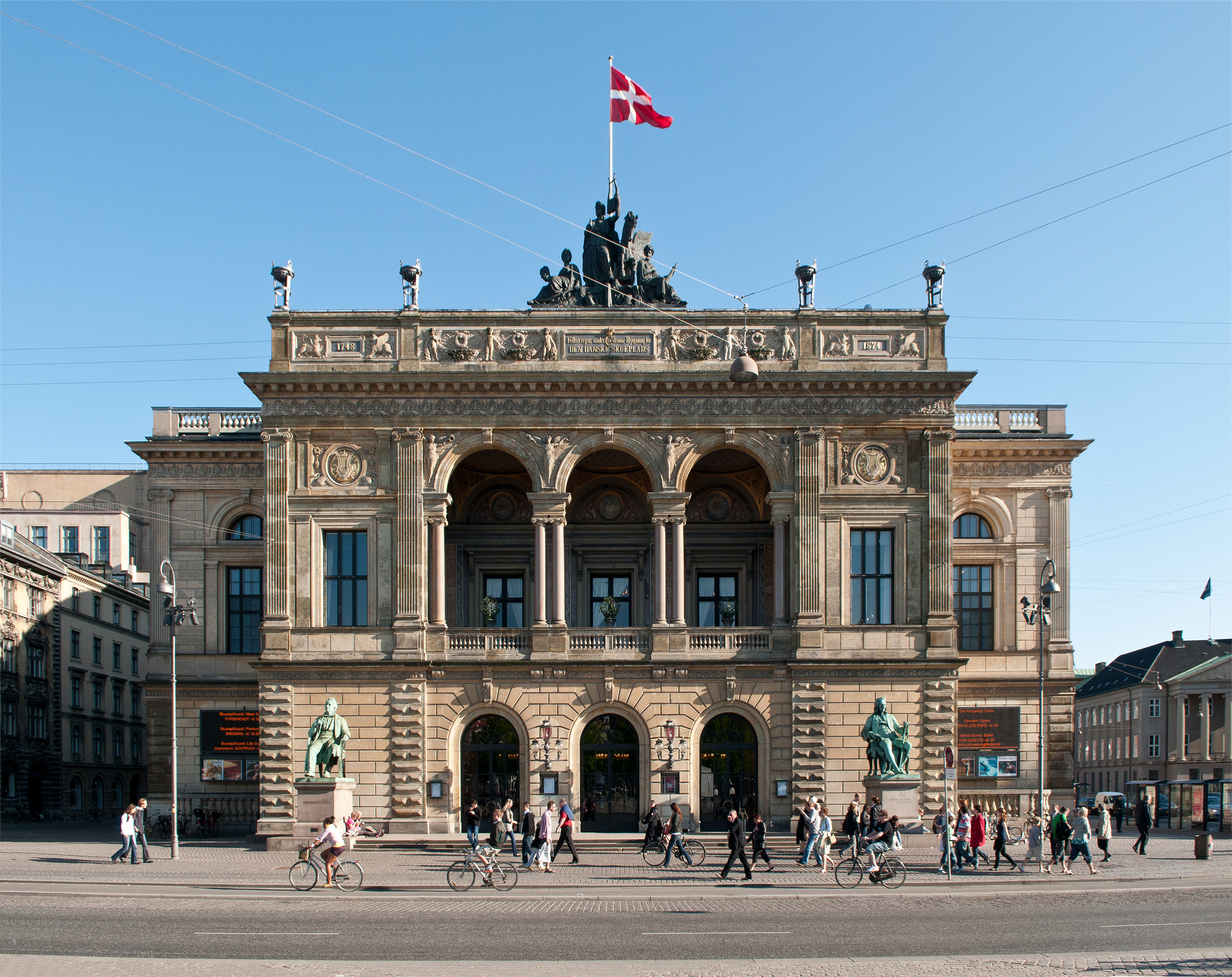
王立劇場

- 新劇場（コペンハーゲン）（英語版）
- デンマーク王立バレエ団
- オペラハウス
- デンマーク王立図書館
- デンマークデザインセンター
- デンマーク水族館
- コペンハーゲン動物園（英語版）

### 美術館
- コペンハーゲン国立美術館
- ニイ・カールスベルグ・グリプトテク美術館
- トーヴァルセン美術館

### 博物館
- デンマーク国立博物館
- デザイン博物館（英語版）
- 屋外博物館（英語版）
- 王立武器博物館（英語版）
- デンマーク建築博物館

### 学術・教育
- コペンハーゲン大学
- ニールス・ボーア研究所[10]

## スポーツ

### サッカー
コペンハーゲンではサッカーが最も人気のスポーツとなっており、プロリーグのデンマーク・スーペルリーガに所属するFCコペンハーゲンは、デンマーク国内において非常に知られている。リーグ最多優勝を誇っており、UEFAチャンピオンズリーグではグループリーグに何度も出場経験をもつ。さらにUEFAヨーロッパリーグでは、2019-20シーズンにベスト8の成績を収めた。パルケン・スタディオンをホームスタジアムとしており、ブレンビーIFとのダービーマッチは『ニューファーム』と呼ばれている。
また、デンマーク・ファーストディビジョン（2部リーグ）に所属するABコペンハーゲンも存在している。クラブの創設は1889年と非常に古く、1999年にはデンマーク・カップを制した。

### その他の競技
コペンハーゲンには3つのアイスホッケーチームが存在しており、レドフレ・ミヒティ・ブルズ、ヘルレフ・ホルネッツ、ノルトスイェラント・コブラズがある。さらに男女両方のハンドボールチームがあり、両チームともトップリーグに所属している。また、「デンマーク・オーストラリアン・フットボール・リーグ」がコペンハーゲンを本拠地としており、英語圏以外では最大のオージーフットボール・リーグである。デンマーク式の「40オーバー・ルール」のクリケット・クラブの複数が、コペンハーゲンをホームタウンとしている。

## 交通

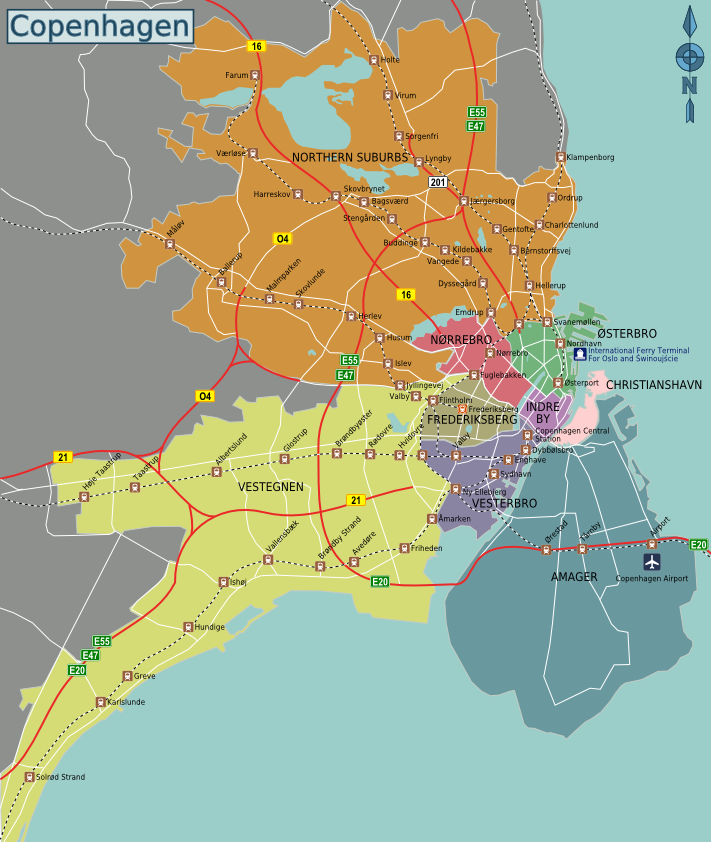
コペンハーゲンの交通網

### 空港
コペンハーゲン空港（カストロップ空港、København Lufthavn Kastrup）が市中心から南東約10kmに位置する（アマー島内）。日本との直行便が就航する。
空港内に２つの鉄道駅がある：
- デンマーク国鉄が、コペンハーゲン中央駅、スウェーデン・マルメ中央駅などと結んでいる。
- 地下鉄M2路線が、市街地中心（Nørreport 駅、Kongens Nytorv 駅など）と結んでいる。

### 鉄道
デンマーク国鉄（DSB）が市内の主要DSB駅に乗り入れている。
- コペンハーゲン中央駅 (Københavns Hovedbanegård) ：駅には優等列車、普通列車（Regionaltog）、コペンハーゲン近郊電車である S-Tog（エス・トー）が多数発着する。地下鉄駅に接続する。
- Nørreport 駅：市街地中心に近い。地下鉄駅に接続する。
- コペンハーゲン空港駅（英語版）：コペンハーゲン中央駅[注釈 5]とスウェーデン・マルメ中央駅を結ぶエーレスンド線[注釈 6]上の駅。地下鉄駅に接続する。

### 地下鉄
コペンハーゲン地下鉄 (Metro Copenhagen) があり2002年にM1路線が開業した。北欧で4番目の地下鉄。2007年にはコペンハーゲン空港駅まで分岐するM2路線が開業した。2019年にM3・M4路線（コペンハーゲン中央駅へも連絡）が開業した。

### バス
コペンハーゲン市交通局が市バスを運行している。
S-Tog、Regionaltog、地下鉄とも共通のゾーン運賃体系となっており、初乗り運賃は隣接ゾーンまで移動可能で24kr、また乗り継ぎ（1時間以内）には追加運賃は発生しない。デンマーク国内公共交通にはRejsekort（プリペイド式非接触カード）が導入されている。また、コペンハーゲン近郊域用の運賃支払いを可能とするスマートフォンアプリが提供されており、回数券はこのアプリでのみ提供されている。

### 自転車
コペンハーゲンは「世界一の自転車都市」と称されるほど自動車の利用が進んでいる。1907年頃にはヨーロッパでもトップクラスの自転車都市になっていたが、1960年代後半にマイカーブームが到来して政策も自動車を重視するようになった。しかし、1970年代のオイルショックで自転車が再び注目されるようになり、交通事故の増加で自転車専用道路の整備を求めるデモが行われるようになった。
大きな通りには歩道と車道の間に自転車専用レーンがある。自動車と同じく右側通行であり逆走はできない。また、青信号の際に、20km/hで走行すると、決して赤信号にかからないよう、信号機も工夫されている。これにより、自転車通勤・通学の利便性も向上した。2014年にはサイクル・スネーク (Cykelslangen) という自転車専用道路が開通している。
- Bycyklen：レンタル自転車システム（電動自転車）。1時間30kr。

### 船舶
コペンハーゲン港と北欧各首都、主要都市を結ぶラインが毎日運行されている。またバルト海クルーズなどのクルーズ船も出航している。2012年には372隻の大型客船が寄港し約84万人の乗客が訪れた。

## 名所、旧跡

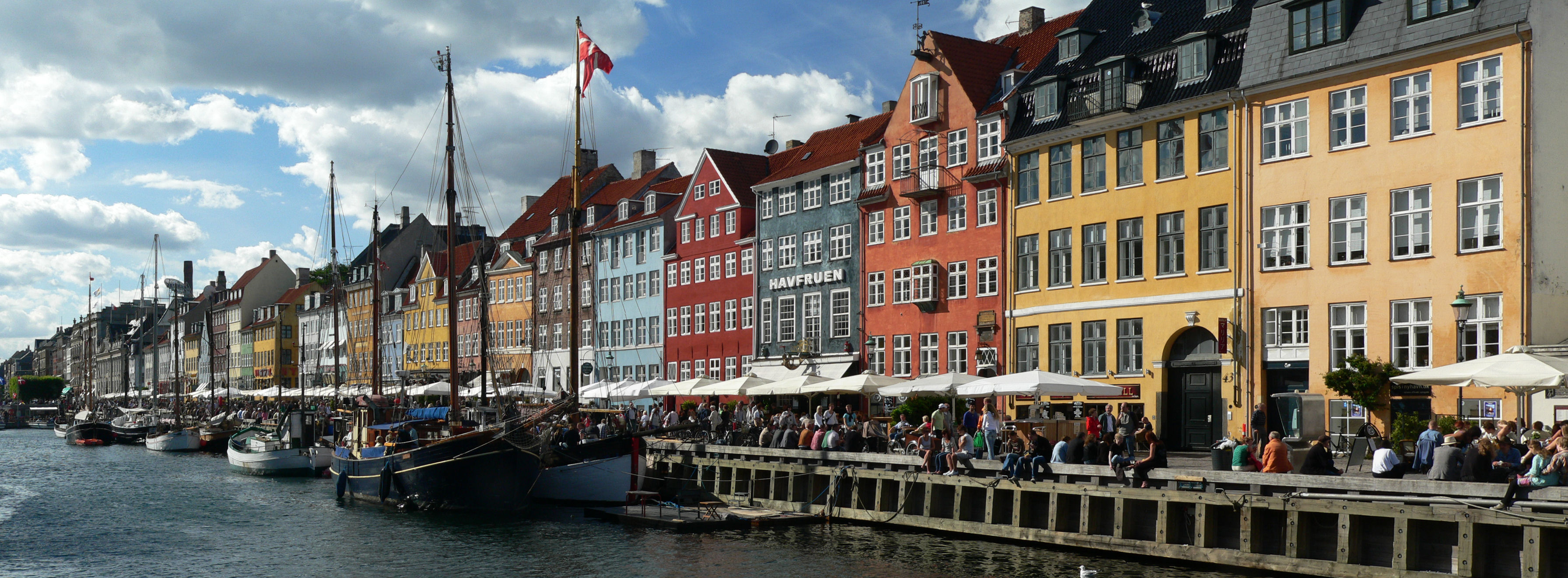
ニューハウン

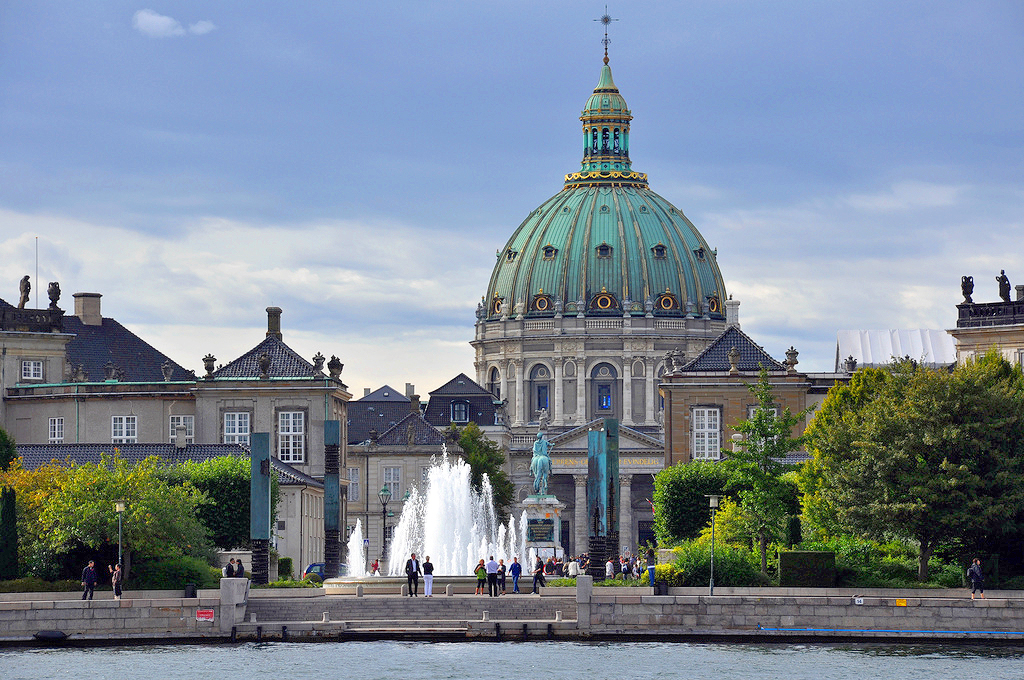
アマリエンボー宮殿及びフレデリク教会

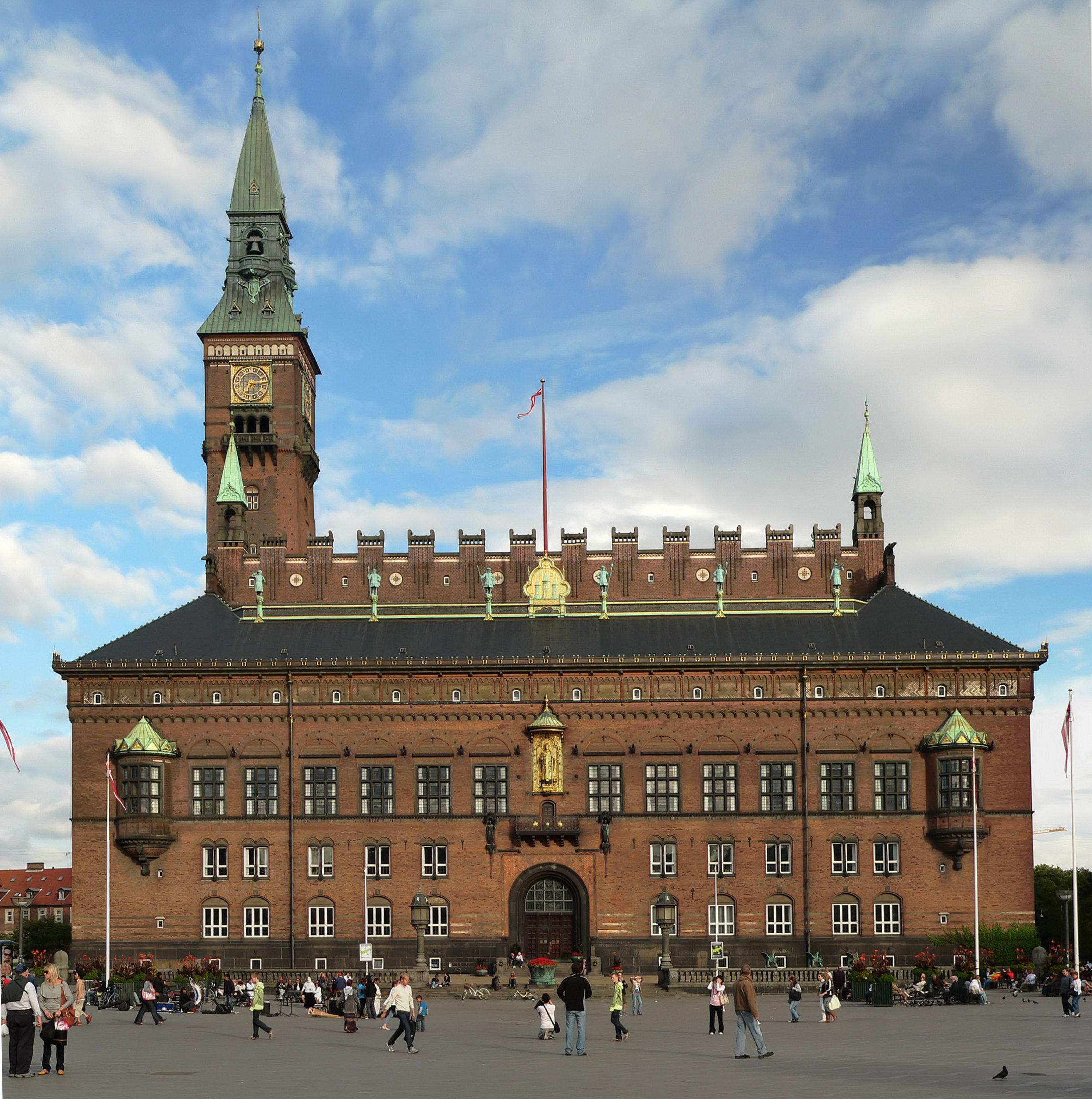
市庁舎

- ニューハウン Nyhavn（コペンハーゲンの港町）
- コペンハーゲン市庁舎（英語版） Rådhus（高さ106mの塔を持つ[注釈 8]）
- フレデリクス教会（英語版） Frederiks Kirke
- コペンハーゲン聖母教会（英語版） Vor Frue Kirke
- コペンハーゲン救世主教会（英語版） Vor Frelsers Kirke
- 聖アルバン教会（英語版） St Alban's Church
- アマリエンボー宮殿 Amalienborg
- シャルロッテンボー宮殿（英語版） Charlottenborg
- クリスチャンスボー城（国会議事堂）
- ローゼンボー城 Rosenborg slot
- カステレット Kastellet
- ラウンドタワー（英語版） Rundetårn
- 旧コペンハーゲン証券取引所（英語版） Børsen。別称:旧証券取引所[14]、ボルセン証券取引所[15]
- ロイヤルコペンハーゲン工場
- カールスバーグ（カルルスベリ、Carlsberg）ビール工場
- チボリ公園 Tivoli（遊園地、テーマパーク、夏季とクリスマスのみ営業）コペンハーゲン中央駅の東隣にある。
- アンデルセンの「人魚姫の像」（世界三大がっかりの1つとして知られる）
- クリスチャニア Christiania

### 広場・歩行者通り
- ストロイエ Strøget  — 歩行者通り（下記の広場を経由する）
  - 市庁舎前広場（英語版） Rådhuspladsen[注釈 9]
  - Gammeltorv （英語版）
  - Nytorv （英語版）
  - アマー広場（英語版） Amagertorv
  - コンゲンス・ニュートー広場 Kongens Nytorv[注釈 9]
- ホイブロ広場（英語版） Højbro Plads: 北はアマー広場、南はスロッツホルメン島に隣接する。
  - Circle Bridge （英語版） 円形の橋

## 近郊
- フレデンスボー城（英語版） Fredensborg slot
- グルントヴィークス教会 Grundtvigs Kirke
- ヒレレズ Hillerød市
  - フレデリクスボー城 Frederiksborg slot
- ヘルシンオア Helsingør市
  - クロンボー城 Kronborg slot（世界遺産）
- ロスキレ Roskilde市
  - ロスキレ大聖堂（世界遺産）
  - ヴァイキング船博物館
- エーレスンド橋
- デュアハウスバッケン

## 姉妹都市
- 北京市（中華人民共和国）[16]
- パリ（フランス共和国） 友好協力協定のみ
- マルセイユ（フランス共和国）
- レイキャヴィーク（アイスランド共和国）

## 著名な出身者
- ニールス・ボーア - 物理学者
- オーゲ・ニールス・ボーア - 物理学者
- ヴィクター・ボーグ - コメディアン、ピアニスト
- オーギュスト・ブルノンヴィル - バレエダンサー
- ゲーオア・ブランデス - 批評家
- ヘレナ・クリステンセン - ファッションモデル
- カール・テオドア・ドライヤー - 映画監督
- イーベン・ヤイレ - 女優
- ペーター・ホゥ - 作家
- アルネ・ヤコブセン - 建築家、デザイナー
- ミッケル・ケスラー - 元プロボクサー
- キング・ダイアモンド - ヘヴィメタル・ヴォーカリスト
- セーレン・キェルケゴール - 哲学者
- ビョルン・ロンボルグ - 政治学者
- ラウリッツ・メルヒオール - オペラ歌手
- マッツ・ミケルセン - 俳優
- シセ・バベット・クヌッセン - 女優
- ラース・フォン・トリアー - 映画監督
- ヨーン・ウツソン - 建築家
- ブライアン・ラウドルップ - 元サッカー選手
- ミカエル・ラウドルップ - 元サッカー選手
- カスパー・シュマイケル - 元サッカー選手
- ヨン・ダール・トマソン - 元サッカー選手
- モーテン・アンダーセン - アメリカンフットボール選手
- ラーズ・ウルリッヒ -　ドラマー、ミュージシャン
- ミュー (バンド) - オルタナティヴ・ロックバンド
- ベント・ラーセン - チェスプレーヤー
- デイヴィッド・ハイネマイヤー・ハンソン - プログラマー、Ruby on Railsの作者
- ニコラス・ペタス - 空手家、キックボクサー